# هیثم العشری
هیثم العشری (انگلیسی: Haitham Al-Ashri؛ زادهٔ ۱ ژانویهٔ ۱۹۸۷) ورزشکار فوتبال اهل مصر است. از تیم‌هایی که او در آن‌ها حضور داشته می‌توان به باشگاه ورزشی الشمال و باشگاه ورزشی الخور اشاره کرد.